# Paltenbach
Palten Bach är ett vattendrag i Österrike.   Det ligger i förbundslandet Oberösterreich, i den centrala delen av landet, 170 km väster om huvudstaden Wien.
I omgivningarna runt Palten Bach växer i huvudsak blandskog. Runt Palten Bach är det ganska glesbefolkat, med 45 invånare per kvadratkilometer.